# HIM

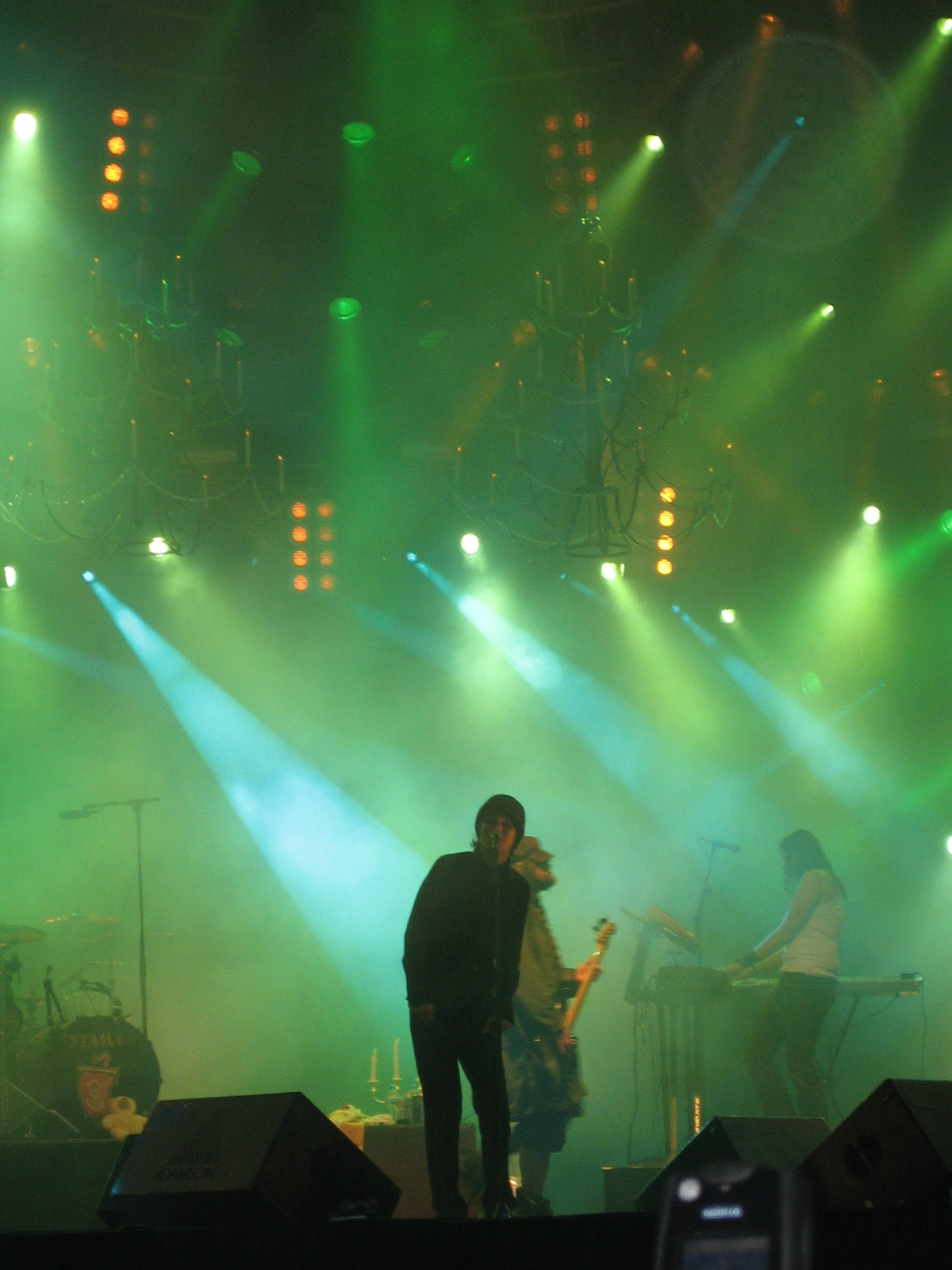
Koncert HIM 2006

HIM (His infernal majesty) byla finská „láskometalová“ skupina. Ukončila činnost v roce 2017, v té době ji tvořilo 5 členů:
- zpěvák Ville Valo (celým jménem Ville Hermanni Valo, nar. 22. 11. 1976)
- kytarista Linde „Lilly“ (vl. jménem Mikko Viljami Lindström, nar. 12. 8. 1976)
- baskytarista Migé Amour (vl. jménem Mikko Henrik Julius Paananen, nar. 19. 12. 1974)
- klávesák Emerson Burton (vl. jménem Janne Johannes Purttinen, nar. 17. 10. 1974)
- bubeník "Kosmo" (vl. jménem Jukka Kröger, od r. 2015)

## Love Metal
Je specifický hudební styl HIM. Novináři v počátcích nevěděli, jak styl HIM označit. Postupně proto vymysleli název stylu lovemetal, který vznikl dříve, než tak pojmenovali své 4. album. Teprve vydáním alba s tímto názvem žánr začal být považován za oficiální. Je odvozen od toho, že HIM zpívají o lásce a smrti a hrají tvrdou hudbu. Zároveň tím vyjadřují rozpory, jež mají nejen ve své hudbě a textech. Tímto stylem se v současné době neoznačují už pouze HIM, ale HIM tento žánr v podstatě pojmenovali.

## Heartagram
Je to logo skupiny, které vymyslel Ville Valo údajně v den svých 20. narozenin, tedy 22.11.1996. V případě heartagramu se jedná o spojeni pentagramu a srdce (oblíbeného Villeho znaku), o novodobý jing-jang, jak Ville rád říká, má to znázorňovat lásku a smrt, spojení dobra a zla. Ale také styl hudby HIM – lovemetal.
Heartagram jako znak v současné době nepoužívají pouze HIM, ale také Bam Margera ve svých show Jackass a Viva La Bam. Bam je obdivovatelem HIM a Ville Vala a také jeho přítel, režíroval 4 videoklipy HIM a dostal od skupiny povolení používat jejich znak. Mnozí fans to považují za zneužití heartagramu ve prospěch Bama.
Existuje též společnost OY HEARTAGRAM LTD., která drží patronát nad HIM a věcmi s nimi spojenými.

## Historie
Ville Hermanni Valo se narodil ve Finsku, do hudebně založené rodiny.  Ville na své dětství vzpomíná rád a říká, že už odmala měl rád hudbu.
Už na škole se seznámil s Lindem a s Migém. 

### Založení skupiny
Samotné HIM založili už v roce 1991, když se při poslechu Black Sabbath rozhodli, že budou dělat stejně dobrou hudbu. Ve skupině Valo zpíval, Mige hrál na basu a Linde na kytaru.
Po návratu Migeho z vojny v roce 1993 založili His infernal Majesty (zvolili toto jméno, protože se jim zdálo dostatečně temné). Jejich styl by se dal v počátcích označit jako gothic rock/alternative metal. Měli rádi Kiss, Iron Maiden, Black Sabbath, finský pop, Elvise Presleyho a další. Nakonec vzniklo demo 666 Ways to Love, na kterém byly 4 písničky a se kterým se His Infernal Majesty snažili prorazit. Měli hodně koncertů po celém Finsku, hlavně v malých klubech. Jejich první pořádný koncert proběhl v Semifinal Clubu v Helsinkách.

### Debut
V roce 1996 poslala skupina demo na pobočku BMG a tam je zaujal cover písničky Wicked Game od Chrise Isaaka. Podepsali proto s His Infernal Majesty smlouvu na nahrání desky a kapela tak vydala své první album – Greatests Lovesongs vol. 666. Tehdejší sestava skupiny byla Ville Hermanni Valo – zpěv, Mikko Henrik Julius Paananen (Migé) – basa, Mikko Viljami Lindström (Linde) – el.kytara, Juhana “Pätkä” Rantala – bubny a klávesák Antto Einari Melasniemi. V době EP s nimi byl ještě i druhý kytarista s přezdívkou Oki, který ale velmi brzy odešel. Na albu GLV 666 je 66 písniček (ovšem to je jen na efekt, jinak je tam songů jen 10 – pokud se počítá i č.66, na kterém je instrumentálka). Ten zbytek je tzv. vata – 15–20sec. Nahrávky ticha). Na albu byly dva covery – Wicked Game a Don't fear the Reaper. První byl kritiky velmi dobře přijat, píseň se začala hrát v rádiích a lidi si ji oblíbili. HIM měli konečně více koncertů po Finsku, jezdili i na větší festivaly a dokonce na několik koncertů do zahraničí. Pravý boom však měl teprve přijít.
Než HIM skutečně prorazili, změnili si jméno. Původní His Infernal Majesty zkrátili na nám již známé HIM. Dále po vydání alb HIM opustili původní bubeník a klávesák. Do skupiny tak v roce 1998 přišel nový klávesák Jussi-Mikko “Juska Zoltan” Salminen (do HIM přišel ze skupiny Mary-Ann, která hrála street rock a později se stylově proměnila a změnila název na To/Die/For). Na počátku roku 1999 do skupiny přišel Mika “Kaasu” Karppinen. Původní členové byli s HIM i nadále v kontaktu – Melasniemi jim dokonce dělal na turné kuchaře. Rantala později v hudebním světe pokračoval ve skupině Spiha.

### Greatest Lovesongs Vol. 666
V roce 1997 kapela vydala své první album – Greatest Lovesongs Vol. 666. Tehdejší sestava skupiny byla Ville Hermanni Valo – zpěv, Mikko Henrik Julius Paananen (Migé) – basa, Mikko Viljami Lindström (Linde) – el.kytara a klávesák s bubeníkem, jejichž jména podle jejich přání upadla v zapomnění – po tomto albu totiž HIM opustili, protože se chtěli více věnovat studiu a svým rodinám.
Je na něm 66 písniček (ovšem to je jen na efekt, ve skutečnosti je tam songů jen 10 – pokud počítáme i č.66, na kterém je instrumentálka. Ten zbytek je tzv. vata – 15–20sec. Nahrávky ticha). Na albu byly hned 2 covery – Wicked Game a Don't Fear the Reaper. Ten první byl kritiky velmi dobře přijat, píseň se začala hrát v rádiích a lidi ji měli rádi. HIM měli konečně více koncertů po Finsku, jezdili i na větší festivaly a dokonce na několik koncertů do zahraničí. Pravý boom však měl teprve přijít.

### Razorblade Romance
V roce 1999 vydali album Razorblade Romance, které nahrávali ve Walesu. Album produkoval John Fryer (mimo jiné i Depeche Mode a NIN) a album se brzy po vydání ocitlo na špičkách žebříčků – např. ve Finsku a v Německu. Velký úspěch skupině přinesla hlavně písnička Join me. Song Join me si dokonce vybrali producenti filmu 13 patro jako titulní písničku k filmu v evropské verzi (v americké to byli Cardigans se songem Erase/rewind). Z Join me se stal okamžitě hit, který obsazoval první místa hitparád a tehdy začal mediální hon na HIM. Počal se kolotoč rozhovorů, focení plakátů, natáčení nejrůznějších show, výhry cen pro objevy roku a rockové hvězdy roku, ceny všech možných časopisů a serverů, koncerty po celé Evropě. Z alba vyšlo dalších pár hitů jako Poison Girl, Right here in my Arms nebo Gone with the Sin. Skupina byla nabitá elánem a nadšená z úspěchu, a tak všechno ochotně absolvovala. V té době taky používali své umělecké pseudonymy – Valo, Mige Amour, Linde Lazer, Zoltan Pluto a Gas Lipstick. HIM tehdy přijeli také poprvé k nám do České republiky – 6. dubna. 2000.

### Deep Shadows & Brilliant Highlights
Toto závratné tempo života korunovali v roce 2001 novým albem. Jmenovalo se Deep shadows & Brilliant highlights. A celá historie se opakuje – HIM vyráží na obrovské turné k propagaci alba, chodí dávat rozhovory a objíždí s ním celou Evropu, album má dobré umístění a hned po vydání je na špicích hitparád ve Finsku, Německu, Švýcarsku a Rakousku.. V rámci propagace se zastavují i 12.12.2001 v Praze. Fanoušci už zde mohou na skupině vidět velikou únavu, která se projevuje i na náboji koncertu. Skupina nekomunikuje a vše je takové nemastné neslané. HIM na tom nejsou dobře ani zdravotně, ani psychicky a počátkem roku 2002 vyhlašují roční pauzu, která pramení z jejich vnitřní krize. Tato situace se s HIM táhla už od dob nahrávání alba, kde museli s BMG bojovat téměř o vše. Cokoliv HIM nebo finská pobočka navrhla, to se britské pobočce nelíbilo a chtěla mít vše pod svým palcem. Ať už se jednalo o producenta, kterého měl HIM původně dělat T.T. Oksala (ten produkoval demo DS&BH), ale Briti prosadili Kevina Shirleyho (např. Aerosmith, IM ci Bon Jovi), či o fotky – ty HIM nafotili prvně ve Finsku, ale britské straně se nelíbily (prý se na ně ale ani nepodívali), a tak se jelo fotit znova, do Anglie. Příznivci HIM vyčitali "vyměklost" nového alba, které je opravdu mezi alby HIM nejvíce popové, a mnozí staří fanoušci HIM tehdy opouštějí. V HIM také došlo na přelomu let 2000/2001 k další personální výměně. Zoltan Pluto tehdy odehrál poslední koncerty s HIM a poté jej nahradil Janne “Emerson Burton” Puurtinen.

### Love Metal
Během pauzy se HIM věnují jen málo médiím, ale opravdu nejvíc sobě – jezdí na dovolené a udělají si i výlet do Mexika, skládají nové písně a plánují další album. V Americe tou dobou probíhá boj o jejich jméno. HIM by tam rádi užívali právě jména HIM, ale to tam už má jistá post-rocková skupina a nechce se jej vzdát. HIM jsou tak na krátkou dobu nuceni užívat jména HER. Nakonec za tučné odstupné post-rocková skupina ustupuje a HIM z Finska mohou i v Americe působit jako HIM. Další album – Love Metal - vychází v dubnu 2003 a je zase trochu tvrdší a dostojí stylu, který HIM zavedli a pro který se těžko nachází oficiální jméno – dá se mu říkat gothic rock nebo právě lovemetal a je spojením drsných melodií s romantikou. Na albu se odrazí lepší atmosféra při jeho tvorbě a také producentská práce HIM již známého Hiiliho Hiilesmaa, který HIM s produkci pomáhal v rodném Finsku. Album je opět podporováno médii a koncerty a HIM tak navštíví i ČR a to 27. 6 . 2003 na festivale Masters of Rock ve Vizovicích. Videoklipy k tomuto albu pro HIM už točí výhradně Bam Margera (kromě songu Funeral of Hearts), který se spřátelil s Ville Valem a můžete ho znát např. z pořadu JackAss. Fanouškům se sice klipy nelíbí, protože jsou moc americké, ale na druhou stranu pro Českou republiku je zde plus v tom, že HIM točí klip k songu The Sacrament v Ploskovicích u Prahy (točila se tam i pohádka o Večernici). Jinak ale už lze sledovat snaha HIM prorazit i v Americe.

### Best Of album
V roce 2004 HIM vydávají best of album – 1996–2004 The best of album And love said no… K tomuto albu proběhne během jara '04 koncertní šňůra po Evropě a následuje Amerika, kterou se HIM snaží dobýt. Po výběrové desce následuje ještě vydání DVD – Love Metal Archieves vol.1 na jaře a HIM tím ukončí svou spolupráci s BMG a přecházejí k Sire Records.

### Dark Light
Pod hlavičkou Sire records už vydávají své páté album Dark Light, které vychází 26.9.2005 a prorazí s ním i v Americe – umístí se na 18.miste Top200 Billboard (již v té době je to nejlepší umístění finské skupiny v Americe, jaké kdy bylo). Song Wings of Butterfly se umístil na předních místech po celém světě – např. I v Británii a Německu. V té době HIM slaví i další úspěchy – např. Ve Finsku se hledalo 5 nejlepších písní tisíciletí a Join me in Death se umístilo na prvním místě.
V roce 2006 bylo album Dark Light oceněno jako rockové album roku na finských cenách Emma Gaala a Wings of Butterfly se stalo písní roku. Bluegrassová skupina Jussi Syren & The Groundbreakers HIM vzdala čest tím, že vydali album písní HIM přepracovaných právě do bluegrass stylu. Velkým úspěchem však byla především zlatá deska za prodej Dark Light v Americe. První zlatá deska, která do Finska přišla z USA. To už HIM zapsalo navždy do historie hudebního průmyslu Finska! HIM vydávají na přelomu let 2006 a 2007 dvě shrnujici alba Uneasy Listening vol.1 a vol.2, kde jsou umístěny jejich největší hity v neobvyklých verzích (různé remixy apod.). A začínají plánovat další album...takové, které by Ameriku mělo dobýt už definitivně.

### Venus Doom
Výsledek – album Venus Doom – vyšel v září 2007 (ačkoliv původně mělo vyjít již v srpnu, ale HIM se chtěli propagaci věnovat pořádně, a tak vydání přeložili z důvodu účasti na letním pojízdném festivalu s MCR, Placebo a Linkin Park – Project Revolution!) a je velmi temný a drsný – však jeho jméno má symbolizovat kombinaci života a smrti. Smrt Venuše – smrt lásky. Jistě na tom má svůj nemalý podíl i to, že hlavní autor hudby a textu – Ville Valo – měl koncem roku 2006, kdy texty psal zrovna nelehké životní období, kdy se rozešel se snoubenkou, umírají mu přátelé a sám se potýká s alkoholismem – při psaní textu v Laponsku prý vypil čtyři láhve vodky denně (tento poslední problém prý vyřešil – snad definitivně – v květnu na americké klinice Promises, kde absolvoval protialkoholní léčení). V létě už ale o tvrdosti alba Valo mluvil s lehkostí v hlase a humorně sdělil, že při tvoření pouze objali toho metalového muže v nich (“tedy Gase”) a říkal, že o tom je život – jdete z krize do krize, pořád je něco – je špatné umístění alba, pak je špatnej obal...a tak dále.
Jako obal Venus Doom je použit obraz od Harouniho, který Ville objevil v jedné galerii v New Orleans. Zadní stranu alba pak zdobí obraz finského umělce Kalerva Palsa. Singlem se stala píseň Kiss of Dawn a opět má úspěch – v Americe se umístil hned po vydání na 12. místě Top200 Billboard, což je hodně dobrá změna oproti Wings of Butterfly. Poté, co HIM absolvovali letní festivaly a předskakovali Metallice v Severní Evropě a Británii, se vydali na turné k propagaci vlastního alba, které začalo na podzim 2007 v USA a na jaře 2008 pokračovalo po Evropě. HIM tentokrát už nevynechali ani Českou republiku, a tak jsme se na ně mohli 12.3.2008 v pražské Lucerně podívat naživo.A kdo na koncert náhodou nedorazil, může se stejným tracklistem jako v Praze pokochat na v květnu vydaném DVD s názvem Digital Versatile Doom, které nese záznam koncertu natočeného v listopadu roku 2007 v Los Angeles.

## Alba

### Witches and Other Night Fears

#### Seznam písní
- 1. Black Candles
- 2. (Don't Fear) The Reaper [Blue Öyster Cult cover]
- 3. The Heartless
- 4. Sleepwalking Past Hope
- 5. Warlock Moon
- 6. Highlands Of Hemlock
- 7. Blood And Fear

#### Info
První demo album skupiny, které vzniklo v roce 1992 a pojmenováno bylo podle knihy o okultismu. Jediná kopie je uložena ve Villeho laptopu a vydání alba nebylo nikdy plánováno. Písně "Don't Fear) The Reaper" a "The Heartless" byly později vydány v rámci alba "Greatest Lovesongs Vol. 666" a skladba "Sleepwalking Past Hope" vyšla v albu "Venus Doom".

### This Is Only The Beginning

#### Seznam písní
- 1. Serpent Ride
- 2. Borellus
- 3. The Heartless
- 4. Stigmata Diaboli
- 5. Wicked Game
- 6. The Phantom Gate

#### Info
Druhé demo album skupiny, vzniklo v roce 1995.

### 666 Ways To Love: Prologue

#### Seznam písní
- 1. Stigmata Diaboli – 2:55
- 2. Wicked Game (Chris Isaak cover) – 3:56
- 3. Dark Sekret Love – 5:19
- 4. The Heartless – 7:25

#### Info
- Producent: Hiili Hiilesmaa

EP vydáno v roce 1996, a to pouze ve Finsku v počtu 1000 kopií. Žena zobrazená na obalu alba je Villeho matka.

#### Složení kapely
- Ville Hermanni Valo - zpěv
- Mikko Viljami "Linde" Lindström – kytara
- Mikko "Migé Amour" Paananen – baskytara, zpěv
- Juhana Tuomas "Pätkä" Rantala – bicí

#### Hosté
- Sanna-June Hyde – ženské vokály v "Dark Sekret Love"
- Kai "Hiili" Hiilesmaa – syntetizér v "Dark Sekret Love"

### Greatest Lovesongs Vol. 666

#### Seznam písní
- 1. Your Sweet Six Six Six – 4:12
- 2. Wicked Game (Chris Isaak cover) – 3:54
- 3. The Heartless – 4:02
- 4. Our Diabolikal Rapture – 5:20
- 5. It's All Tears (Drown in This Love) – 3:43
- 6. When Love and Death Embrace – 6:08
- 7. The Beginning of the End – 4:07
- 8. (Don't Fear) The Reaper (Blue Öyster Cult cover) – 6:24
- 9. For You – 3:58
- 66. Hidden Track – 2:02

#### Bonusy
- Stigmata Diaboli – 2:55

#### Info
- Datum vydání: 20.11.1997
- Producent: Hiili Hiilesmaa
- Vydavatel: BMG

Debutové album kapely HIM, na jehož přebalu je fotografie do půli těla svlečeného Ville Vala. Producentem se stal Hiili Hiilesmaa, který byl také producentem jejich EP 666 Ways to Love: Prologue. Stejně jako toto EP bylo album natočeno v Finnvoxu, MD a Peacemakers v Helsinkách a vydáno pod záštitou BMG. V písních For you a (Don't Fear) The Reaper pěvecky hostovaly kamarádky kapely Sanna-June Hyde a Asta Hannula. Speciální edice tohoto alba se lišily pouze v pořadí písniček a na německou verzi byla z EP dodána bonusová píseň Stigmata Diaboli. V závislosti na třech 666 v názvu má album přesně 66 min a 6 s a obsahuje 66 písní, z nichž 56 je prázdný prostor na albu trvající pokaždé pouhých pár sekund. Poslední píseň je nazývána jako Hidden Track a je to stejný závěr, kterým končí píseň The Heartless na EP. Krom coveru Chris Isaaka Wicked game a Blue Öyster Cultu (Don't Fear) The Reaper jsou všechny písně dílem Ville Vala, v případě písně For You i Lindeho.

#### Klipy
- Wicked Game (Old a 2. version)
- When Love and Death Embrace

#### Složení kapely
- Ville Hermanni Valo – zpěv
- Mikko Viljami "Linde" Lindström – kytara
- Mikko "Migé Amour" Paananen – baskytara, zpěv
- Antto Melasniemi – klávesy
- Juhana Tuomas "Pätkä" Rantala – bicí

### Razorblade Romance

#### Seznam písní
- 1. Your Sweet Six Six Six – 3:56
- 2. Poison Girl – 3:50
- 3. Join Me in Death – 3:38
- 4. Right Here in My Arms – 4:03
- 5. Bury Me Deep Inside Your Heart – 4:16
- 6. Wicked Game – 4:05
- 7. I Love You (Prelude To Tragedy) – 3:09
- 8. Gone With the Sin – 4:21
- 9. Razorblade Kiss – 4:18
- 10. Resurrection – 3:39
- 11. Death Is In Love With Us – 2:57
- 12. Heaven Tonight – 3:21

#### Bonusy
- Sigillum Diaboli – 3:54
- The 9th Circle (OST) – 5:09
- One Last Time – 5:09

#### Info
- Datum vydání: 19.12.1999 ve Finsku, 24.1.2000 ve zbytku Evropy kromě UK, kde bylo vydáno 15.5.2000
- Producent: John Fryer
- Vydavatel: BMG

Druhé album kapely HIM, jehož přebal nese do růžova laděnou fotku Ville Vala v černém kožíšku. Krom coveru Chrise Isaaka Wicked game jsou všechny písně dílem Ville Vala. Píseň Join me in death se stala součástí evropského soundtracku sci-fi thrilleru „13. patro“ a díky tomu se okamžitě umístila na předních příčkách hitparád, získala platinovou desku a stala nejprodávanějším singlem v historii Finska. Album bylo také vydáno v U.S.A. pod kapelou s názvem tentokráte ne HIM, ale HER. Za celým tímto novým názvem se schovává konflikt mezi HIM z Evropy a HIM z U.S.A., jazzové kapely z Chicaga, která se nechtěla o svůj název s nikým dělit. Byl tu i nápad, že by HIM vystupovali v U.S.A. jako kapela s názvem His Infernal Majesty, ale v Kanadě existuje trashmetalová skupina Infernal Majesty a HIM s ní nechtěli být zaměňováni. (Dnes si však naši HIM koupili práva na název HIM, takže i zde už tak vystupují.) Ještě tedy jako HER vydala kapela pouze v okolí Bostonu album pod záštitou Jimmy Franks Recording Company, společností v čele s Jimmym Popem, zpěvákem pensylvánské skupiny Bloodhound Gang. (Později jako HIM a již pro celou U.S.A. vypadala kapela album pod Universal Records.) Krom toho, že na album byla nově nahrána píseň Wicked game i Your Sweet 666, byla v nové verzi připravena i It's All Tears (Drown In this Love). Bohužel se však na konečný tracklist nedostala a objevila se na jednom z alb HIM až v roce 2004, kdy se stala součástí UK verze výběrového alba And love said no.

#### Klipy
- Join me in death (Film a Ice version)
- Right here in my arms
- Poison girl
- Gone with the sin (Finnish a German version)
- Wicked game (3. version)

#### Složení kapely
- Ville Hermanni Valo – zpěv
- Mikko Viljami "Linde" Lindström – kytara
- Mikko "Migé Amour" Paananen – baskytara, zpěv
- Mika "Gas Lipstick" Karppinen – bicí
- Jussi-Mikko "Zoltan Pluto" Salminen – klávesy

### Deep Shadows and Brilliant Highlights

#### Seznam písní
- 1. Salt in Our Wounds – 3:57
- 2. Heartache Every Moment – 3:56
- 3. Lose You Tonight – 3:42
- 4. In Joy and Sorrow – 4:00
- 5. Pretending – 3:54
- 6. Close to the Flame – 3:47
- 7. You Are the One – 3:25
- 8. Please Don't Let It Go – 4:28
- 9. Beautiful – 4:33
- 10. In Love and Lonely – 3:46
- 11. Don't Close Your Heart – 4:38
- 12. Love You Like I Do – 5:14

#### Bonusy
- Again – 3:34
- In Joy and Sorrow (String Version) – 5:03
- Pretending (Cosmic Pope Jam) – 7:59

#### Info
- Datum vydání: 26.3.2002
- Producent: T.T. Oksala a Kevin Shirley
- Vydavatel: BMG

Třetí album kapely HIM, jehož přebal nese dekadentně laděnou fotku Ville Vala s cigaretou v ruce. Písně You are the one a In love and lonely se zařazené v tracklistu objevily v Digipacku alba. Bonusy byly dostupné pouze na speciální limitované vánoční verzi alba. Všechny písně jsou dílem Ville Vala, dokonce poslední z alba Love you like I do je i samotným Valem remixována. Na albu v písni In joy and sorrow hostuje se svým cellem Eicca Toppinen, člen Apocalypticy.

#### Klipy
- Heartache every moment
- In joy and sorrow
- Pretending
- Close to the flame

#### Složení kapely
- Ville Hermanni Valo – zpěv
- Mikko Viljami "Linde" Lindström – kytara
- Mikko "Migé Amour" Paananen – baskytara, zpěv
- Mika "Gas Lipstick" Karppinen – bicí
- Janne „Burton Emerson“ Purttinen – klávesy

### Love Metal

#### Seznam písní
- 1. Buried Alive By Love – 5:01
- 2. The Funeral of Hearts – 4:30
- 3. Beyond Redemption – 4:28
- 4. Sweet Pandemonium – 5:46
- 5. Soul On Fire – 4:00
- 6. The Sacrament – 4:32
- 7. This Fortress of Tears – 5:47
- 8. Circle of Fear – 5:27
- 9. Endless Dark – 5:35
- 10. The Path – 7:44

#### Bonusy
- Love's Requiem – 8:36

#### Info
- Datum vydání: 22.4.2003
- Producent: Hiili Hiilesmaa a Tim Palmer
- Vydavatel: BMG

Čtvrté album kapely HIM, jehož přebal poprvé nenese fotku Ville Vala, ale působivý zlatý znak kapely Heartagram na černém podkladu. Producenty se stali již dřívější Hiili Hiilesmaa a Tim Palmer a album bylo vydáno pod záštitou BMG. (Stejně jako Razorblade romance bylo později 1.2. 2005 album vydáno pro celou U.S.A. pod Universal Records licencovaný Jimmy Franks Recording Company.) Toto album pevně stanovilo pojem Love metal, styl, který kapela hraje. Bonusová píseň Love's requiem měla být původně zařazená regulérně na tracklist, avšak celé album by tak přesáhlo hodinu čistého času, a tak se kapela rozhodla tuto píseň umístit jako bonus do Digipackové verze. Všechny písně jsou dílem Ville Vala. Zajímavostí je, že hymna alba The funeral of hearts na album vůbec nebyla plánovaná. Ville měl pouze úvodní intro k písni, ale Migému se tak zalíbilo a tak dlouho na Villeho naléhal, aby písničku dodělal a na album dal, až se na albu také objevila. A nejen to. Píseň se tak povedla, že se stala singlem.

#### Klipy
- Buried alive by love
- The funeral of hearts
- The Sacrament

#### Složení kapely
- Ville Hermanni Valo – zpěv
- Mikko Viljami "Linde" Lindström – kytara
- Mikko "Migé Amour" Paananen – baskytara, zpěv
- Mika "Gas Lipstick" Karppinen – bicí
- Janne „Burton Emerson“ Purttinen – klávesy

### Dark Light

#### Seznam písní
- 1. Vampire Heart – 4:45
- 2. Wings of a Butterfly – 3:29
- 3. Under the Rose – 4:49
- 4. Killing Loneliness – 4:29
- 5. Dark Light – 4:30
- 6. Behind the Crimson Door – 4:34
- 7. The Face of God – 4:34
- 8. Drunk on Shadows – 3:49
- 9. Play Dead – 4:36
- 10. In the Nightside of Eden – 5:39

#### Bonusy
- Venus (In Our Blood) – 4:35
- The Cage – 4:29
- Poison Heart (The Ramones cover) – 3:44

#### Info
- Datum vydání: 23.9.2005 v Německu, 26.9.2005 celosvětově a 27.9.2005 v U.S.A.
- Producent: Tim Palmer
- Vydavatel: Sire Records

Páté album kapely HIM vydané 23.9.2005 v Německu, 26.9.2005 celosvětově a 27.9.2005 v U.S.A. s tím, že zde byla ještě pár dní před oficiálním vydáním vyslána do světa speciální limitovaná verze v počtu 20 000 ks, jež obsahovala speciální 24-stranou knížečku plnou textů psaných Villeho rukou, certifikát původu a svítítko na klíče, kdy se při rozsvícení ukáže Heartagram. To vše v kovové krabičce společně s albem. Album má různorodý přebal podle toho, jakou verzi získáte. Základní však má na přední straně věžák zaplavený vodou s Heartagramem na své přední stěně, který můžeme vidět v klipu k písni Wings of a butterfly. Limitovaná verze má na svém přebalu stříbrný Heartagram na modrém podkladu. Producentem se stal Tim Palmer, ačkoliv první návrhy padaly na jméno Andy Wallace (ten byl zavrhnut Villem s tím, že by jejich zvuk udělal moc „americký“), nahrávalo se poprvé v U.S.A., přesněji v Paramour Studios v Los Angeles, a album bylo prvně vydáno pod záštitou Sire Records. Cíl, který toto album mělo přinést, tedy úspěch především na amerických trzích, se dostavil a HIM zaujali 18. místo jak na U.S.A., tak na UK žebříčcích. Jen v U.S.A. se prodalo 500 000 kopií, čímž si album jako první finské vysloužilo zlatou desku, celosvětově to pak bylo 900 000 kopií. Názvem Dark Light se Ville nechal inspirovat u finské knížky stejného názvu. Zároveň tento název nese již podruhé i píseň obsažená na albu. Písně Wings of a Butterfly, Venus (In Our Blood), Drunk on Shadows a In the Nightside of Eden odkazují svými texty především na řeckou mytologii. Krom již zmíněné limitované verze se svítítkem vyšlo dalších x limitovaných verzí, z nichž na části z nich se objevila bonusová píseň The Cage, na exklusivní heartagram-internetové verzi (která čítala pouze 20 000 ks) mimo první zmíněné i píseň Venus (In our blood) a nakonec japonská verze alba obsahovala ještě cover od Ramones Poison heart. Všechny ostatní písně jsou dílem Ville Vala. Krom toho album obsahuje několik tajných zpráv, které se táhnou celým albem a vytváří mosty mezi jednotlivými písněmi.

#### Klipy
- Killing loneliness (American a Europe version)
- Wings of a butterfly

#### Složení kapely
- Ville Hermanni Valo – zpěv
- Mikko Viljami "Linde" Lindström – kytara
- Mikko "Migé Amour" Paananen – baskytara, zpěv
- Mika "Gas Lipstick" Karppinen – bicí
- Janne „Burton Emerson“ Purttinen – klávesy

### Venus Doom

#### Seznam písní
- 1. Venus Doom – 5:08
- 2. Love in Cold Blood – 5:54
- 3. Passion's Killing Floor – 5:10
- 4. The Kiss of Dawn – 5:54
- 5. Sleepwalking Past Hope – 10:02
- 6. Dead Lovers' Lane – 4:28
- 7. Song or Suicide – 1:10
- 8. Bleed Well – 4:24
- 9. Cyanide Sun – 5:54

#### Bonusy
- Love in Cold Blood (Special K Remix) – 4:25
- Dead Lovers' Lane (Special C616 Remix) 4:29
- Bleed Well (Acoustic) – 3:53
- Killing Loneliness (Live) – 4:21
- Wings of a Butterfly (Live) – 3:19

#### Info
- Datum vydání: 14.9.2007 ve Finsku, Německu, Švédsku a Irsku, 15.9.2007 v Portoriku, 17.9.2008 celosvětově a 18.9.2007 v U.S.A. a Kanadě
- Producent: Hiili Hiilesmaa a Tim Palmer
- Vydavatel: Sire Records

Šesté album kapely HIM, jehož přebal nese dílo Davida Harouniho. Jedná se o obličej muže, který ve Villem nechal silný dojem při návštěvě malířovy galerie v New Orleans. Podle slov zpěváka obličej vystihuje pocity, jimiž procházel při psaní alba, kdy se rozešel s přítelkyní, procházel silnou alkoholovou závislostí a jeho blízký přítel spáchal sebevraždu těsně po vydání předchozího alba. Tomu je věnována píseň Kiss of dawn. Limitovaná verze nese na přebalu písmenka poskládaná na sebe, která dávají dohromady název alba. Celý koncept alba je postaven na devíti kruzích Danteho Pekla, které je zmiňováno nejen v textu Bleed Well. Např. Tato píseň odkazuje na devátý kruh, tedy poslední píseň Cyanide Sun. Temnost alba se také váže na místo, kde bylo především skládáno, a tím se staly zasněžené pláně Laponska ve Finsku. Album získalo úspěch po celém světě a hned v prvních týdnech se umístilo na vysokých příčkách prodejních hitparád, např. v U.S.A. 12. místo, v UK 31. místo, ve Finsku 2. místo a v Německu 3. místo. Album je mj. zajímavé tím, že obsahuje nejdelší (Sleepwalking past hope – 10:02) a nejkratší (Song or suicide – 1:10) píseň v historii kapely a zároveň druhá ze jmenovaných je první ve spojení kytara a vokály, vůbec kdy obsažená na albu kapely. Prvními vlaštovkami z alba před samotným vydáním se již 7.7.2007 staly písně Venus Doom a Passion's killing floor, které se objevily na soundtracku k filmu Transformers. První ze jmenovaných písní je již třetí písní, která získala tu čest stát se titulem celého alba. Limitovaná verze alba byla jménem Villeho Vala a Matta Taylora nominována na „50th annual Grammy Awards" v kategorii „Best Boxed/Special Limited Edition packaging“. Nevyhrála, ale i tak to byl úspěch. Bonusy byly různě dostupné na speciální, limitované nebo, pokud mluvíme o Live bonusech, iTunes edici alba. Pokud se ještě vrátíme k limitované verzi, ta navíc vyšla v knížečkovém vydání, které obsahuje 30-stránkový sešítek s Villeho zápisky, kresbami a fotografiemi. Všechny písně jsou dílem Ville Vala.

#### Klipy
- Kiss of Dawn
- Bleed Well

#### Složení kapely
- Ville Hermanni Valo – zpěv
- Mikko Viljami "Linde" Lindström – kytara
- Mikko "Migé Amour" Paananen – baskytara, zpěv
- Mika "Gas Lipstick" Karppinen – bicí
- Janne „Burton Emerson“ Purttinen – klávesy

### Screamworks: Love in Theory & Practice

#### Seznam písní
- 1. In Venere Veritas – 3:35
- 2. Scared to Death – 3:40
- 3. Heartkiller – 3:29
- 4. Dying Song – 3:29
- 5. Disarm Me (with Your Loneliness) – 4:01
- 6. Love, the Hardest Way – 3:19
- 7. Katherine Wheel – 3:26
- 8. In the Arms of Rain – 3:46
- 9. Ode to Solitude – 3:58
- 10. Shatter Me with Hope – 3:51
- 11. Acoustic Funeral (for Love in Limbo) – 3:57
- 12. Like St. Valentine – 3:14
- 13. The Foreboding Sense of Impending Happiness – 3:13

#### Bonusy
- Heartkiller (live at Helldone) – 3:35
- Love, the Hardest Way (live at Helldone) – 3:25
- Scared to Death (live at Helldone) – 3:48

#### Info
- Datum vydání: 8.2.2010 ve Velké Británii a Francii, 9.2.2010 v USA, 10.2.2010 v Japonsku a 12.2.2010 v Německu
- Producent: Matt Squire
- Vydavatel: Sire Records

První singl alba "Heartkiller" byl vydán 8.12.2009. 22.12.2009 se na oficiálních webových stránkách skupiny objevila "Heartagram Edition", která obsahovala nové album, bonusové CD zvané "Baudelaire in Braille" se všemi skladbami z alba v akustických verzích a vytištěný obraz zvaný "Saint Scream", který byl použit na obalu alba. Akustické CD je černé, s nápisem "SW AC" na levé straně a "By Valo" na straně pravé. Live verze "Heartkiller", "Scared to Death" a "Love, the Hardest Way", hrané na festivalu Helldone, byly nahány a vydány jako bonusové skladby na iTunes verzi alba. Druhý singl, "Scared to Death", byl vydán 29.3.2010. Název alba je inspirován frontmanovými minulými vztahy. Deníku Kerrang! řekl: "Je to takový zvukový deník. Album je také o teoretických a praktických aspektech vztahu, které představují nevyřešitelný problém. "Screamworks" představuje osvobozující, primitivní výkřik; je to velký vztyčený prostředníček..." Podle zpěváka skupiny je toto album „nejvíc sexuální“.

#### Klipy
- Heartkiller
- Like Saint Valentine
- In Venere Veritas
- Scared to Death
- Ode to Solitude

#### Složení skupiny
- Ville Hermanni Valo – zpěv
- Mikko Viljami "Linde" Lindström – kytara
- Mikko "Migé Amour" Paananen – baskytara, zpěv
- Mika "Gas Lipstick" Karppinen – bicí
- Janne „Burton Emerson“ Purttinen – klávesy

## Diskografie
Alba:
- Witches and Other Night Fears (1992)
- This Is Only the Beginning (1995)
- 666 Ways To Love: Prologue (1996)
- Greatest Lovesongs Vol. 666 (1997)
- Razorblade Romance (1999)
- Deep Shadows and Brilliant Highlights (2001)
- Love Metal (2003)
- And Love Said No – The Greatest Hits 1997–2004 (2004)
- Dark Light (2005)
- Uneasy Listening Vol. 1 (2006)
- Uneasy Listening Vol. 2 (2007)
- Venus Doom (2007)
- Screamworks: Love in Theory and Practice (2010)
- Tears on Tape (2013)

Singly:
- Wicked Game (1996)
- When Love And Death Embrace (1997)
- Your Sweet 666 (1998)
- Join Me in Death (1999) – k filmu Třinácté patro
- Right Here In My Arms (2000)
- Poison Girl (2000)
- Gone With The Sin (2000)
- Pretending (2001)
- In Joy And Sorrow (2001)
- Heartache Every Moment/Close To The Flame (2002)
- The Single Collection: 10xCD-single (2002)
- The Funeral of Hearts (2003)
- Buried Alive By Love (2003)
- The Sacrament (2003) – natočeno na zámku v Ploskovicích
- Solitary Man (2004)
- And Love Said No. (2004)
- Wings of a Butterfly (2005)
- Killing Loneliness (2006)
- Under the Rose: ainoastaan radiopromootiosinglenä (2006)
- In Joy And Sorrow/Pretending: Uneasy Listening Vol. 1 -version (2006)
- Kiss of Dawn (2007)
- Bleed Well (2007)
- Heartkiller (2009)
- Scared to Death (2010) (Promo)
- Scared to Death (Diamond Cut Remix) (2010) (Promo) SWRMXS Version
- Strange World (2012) (Promo)
- All Lips Go Blue (2013) (Promo)
- Into the Night (2013) (Promo)
- Tears on Tape (2013) (Promo)

DVD:
- HIM – Video Collection: 1997–2003 (2004)
- Love Metal Archives vol. 1 (2005)
- Digital Versitale Doom (2008)